# Аксу (Байтерекский район)
Аксу (каз. Ақсу, до 2020 г. — Владимировка) — село в Байтерекском районе Западно-Казахстанской области Казахстана. Входит в состав Кушумского сельского округа. Код КАТО — 274441300.
Село расположено на правом берегу реки Урал.

## Население
В 1999 году население села составляло 350 человек (176 мужчин и 174 женщины). По данным переписи 2009 года, в селе проживало 246 человек (123 мужчины и 123 женщины).

## История
Посёлок Владимирский входил во 2-й Лбищенский военный отдел Уральского казачьего войска.